# Імам
Імам (араб. إمام — стояти попереду, ватажок) — голова мусульманської громади, духовний керівник, людина, яка керує молитвою в мечеті. В строгому сенсі терміна імам не є представником духовенства — він не виконує сакральних функцій і не наділений благодаттю або чимось подібним. Імамом, за канонами ісламу, може бути будь-який вірний, який має достатні знання в релігійній сфері та є досить авторитетним аби бути головою на громадських молитвах.

## Значення

### Керівник суспільною молитвою в мечеті
Функції імама може виконувати будь-який благочестивий мусульманин (формально таку можливість має кожен мусульманин старший 8 років), але, здебільшого, в окремій мечеті молитвою керує одна і та ж людина.
Імам, як представник на молитві — не сан і не професія, ним визнається лише той, хто фактично керує молитвою. У квартальних і сільських мечетях імами зазвичай мають елементарну богословську освіту. Імамами соборних мечетей стають богослови, які отримали спеціальну освіту і мають авторитет серед віруючих.

### Історія
У перші роки ісламу функції імама на молитві виконував сам Мухаммед, а після його смерті халіфи. Оскільки вони одночасно були головами общини-держави, маючи всю повноту влади, то імами-халіфи виявились єдиними законотворцями і вищими духовними авторитетами. Звідси розвинулось уявлення про імама, як про голову всієї теоретично єдиної мусульманської общини. Проте про сутність верховної влади і критерії її законності склались різні уявлення, що викликало розкол серед мусульман:
- суніти, як і хариджити, вважали імама уповноваженим громади, якого обирає вся спільнота. У сунітському ісламі формальним виявом волі общини стала іджма — «згода» її представників. Фактично імам-халіф призначався його попередником. До його обов'язків входило зберігати релігію і керувати громадськими справами відповідно до релігійного закону;
- шиїти сповідують божественну природу верховної влади. Відкидаючи з самого початку ідею виборності імама — голови общини і вважаючи верховну владу визначеною в роду Алі, вони відстоювали спадковий принцип передачі влади. За їхнім уявленням, рід Алі наділено знанням сокровенних сторін релігії, і це знання передається від батька до сина. Божественна природа влади зумовила «непогрішність» імамів у справах віри і громадського життя, гарантуючи непорушність і чистоту релігійної традиції. Згідно з шиїтським віровченням імам:
  - правитель общини, наступник Мухаммеда в улагодженні людських справ;
  - остаточний авторитет у тлумаченні Корану та релігійних законів;
  - вищий духовний авторитет, що веде людей до розуміння прихованого сенсу речей.

В уявленні шиїтів імами із роду Алі — єдині повноважні представники Аллаха на землі, спадкоємці пророчих знань. Проте в міру розгалуження алідського роду серед шиїтів склалися різні думки про права і обов'язки імамів, їхні якості. Наразі для більшості шиїтів «видимого» імама із роду Алі не існує. Повноважними представниками Прихованого імаму визнаються вищі релігійні авторитети.

### Почесне прозвище
Також імам — почесне прізвисько вищих духовних авторитетів, засновників релігійно-правових шкіл — мазхабів, керівників великих общин та ін.